# Pajajaran (Kota Agung Barat)
Pajajaran is een bestuurslaag in het regentschap Tanggamus van de provincie Lampung, Indonesië. Pajajaran telt 791 inwoners (volkstelling 2010).